# Nicoletta Braschi

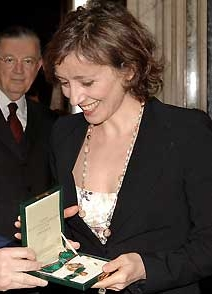
Nicoletta Braschi erhält von Carlo Azeglio Ciampi den Verdienstorden der Italienischen Republik (2005)

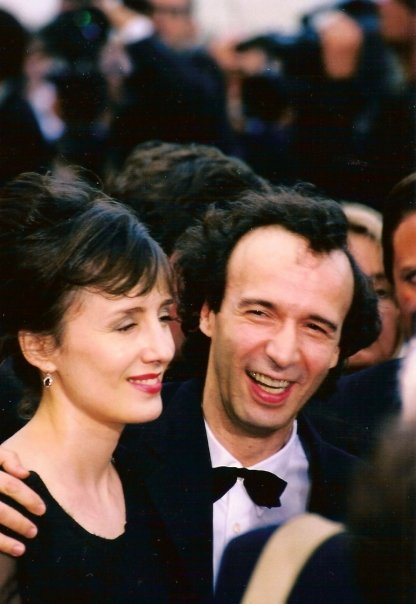
Mit Roberto Benigni 1998 bei den Internationalen Filmfestspielen von Cannes

Nicoletta Braschi (* 19. April 1960 in Cesena) ist eine italienische Schauspielerin.

## Leben
Nach dem Besuch der Accademia Nazionale d'Arte Drammatica in Rom debütierte Braschi nach einem Auftritt in einem Super-8-Film in der Komödie Tu mi turbi (1983) an der Seite und unter der Regie von Roberto Benigni, ihrem späteren Ehemann; sie heirateten 1991.
Weitere Rollen hatte die für ihre Ausdruckskraft sowie ihre aristokratische Erscheinung und theatergeschulte Diktion bekannte Darstellerin, die Rollenangebote nur sehr sparsam annahm, in Down By Law (1986) und der vielfach ausgezeichneten Tragikomödie Das Leben ist schön (1997). Sie wurde 1998 für ihre Rolle in Ovosodo als beste Nebendarstellerin mit dem italienischen Filmpreis David di Donatello ausgezeichnet.
Der Asteroid (31605) Braschi trägt seit 2005 ihren Namen.

## Filmografie (Auswahl)
- 1983: Tu mi turbi
- 1986: Down by Law
- 1988: Ein himmlischer Teufel (Il piccolo diavolo)
- 1989: Mystery Train (Mystery Train)
- 1990: Himmel über der Wüste (The Sheltering Sky)
- 1991: Zahnstocher-Johnny (Jonny Stecchino)
- 1993: Der Sohn des rosaroten Panthers (Son of the Pink Panther)
- 1994: Das Monster (Il mostro)
- 1996: Erklärt Pereira (Sostiene Pereira)
- 1997: Ovosodo
- 1997: Das Leben ist schön (La vita è bella)
- 2002: Roberto Benignis Pinocchio (Pinocchio)
- 2005: Der Tiger und der Schnee (La tigre e la neve)
- 2018: Glücklich wie Lazzaro (Lazzaro felice)
- 2018: Nurejew – The White Crow (The White Crow)

## Auszeichnungen
- 1998: David di Donatello für ihre Nebenrolle in Ovosodo
- 2005: Verdienstorden der Italienischen Republik
- 2005: Asteroid (31605) Braschi wurde nach ihr benannt